# 奧利華·史基比
奧利華·史基比（英語：Oliver Skipp，2000年9月16日—）是一名英格蘭職業足球運動員，司職中場，現時效力英格蘭超級足球聯賽球會莱斯特城。

## 生涯
史基比在熱刺開展他的青年軍生涯。
2018年8月29日，史基比與熱刺簽署了三年的職業合同。同年10月31日，他在對西汉姆联的聯賽盃賽事中首次上陣。而英超的地標戰則是在對南安普顿的比賽中後備出場，為球隊正選上陣則要到12月15日對伯恩利的主場比賽中。史基比在球隊7-0大勝特兰米尔的足總盃比賽貢獻2個助攻，首次在成年隊賽事參與入球。
2020-21赛季，他以租借形式加盟诺里奇城。

## 榮譽

### 球會
诺里奇城
- 英格蘭足球冠軍聯賽冠軍：2020–21[8]賽季

英格蘭U21
- U21歐洲國家盃冠軍: 2023[9]

## 外部連結
- Soccerway資料庫：奧利華·史基比
- Tottenham Hotspur Profile （页面存档备份，存于）
- Soccerway Profile （页面存档备份，存于）